# یاس‌های وحشی
یاس‌های وحشی فیلمی به کارگردانی محسن محسنی‌نسب و نویسندگی محسنی‌نسب محصول سال ۱۳۷۶ است.

## خلاصه داستان
علی، صدرا و رحیم سه همرزم بسیجی هستند. ده سال پس از حضور این سه در جبهه، صدرا که ماسک خود را در یک حمله شیمیایی به علی داده و حالا خود یک بیمار شیمیایی است، برای معالجه راهی لندن می‌شود. علی، رحیم و چند رزمنده دیگر نیز برای شرکت در مسابقه‌های تکواندو به لندن می‌روند. علی به عنوان نماینده ایران و رحیم به عنوان مربی، مسابقه‌های آزاد تکواندو را آغاز می‌کنند. یک ایرانی دیگر به نام رضا که تابعیت انگلستان را گرفته، به عنوان نماینده این کشور در مسابقه‌ها حضور دارد. در آغاز مسابقه‌ها، علی پس از شکست دادن حریف آمریکایی اش با یک ورزشکار اسراییلی برخورد می‌کند؛ اما حاضر به مسابقه با او نمی‌شود و اسراییلی، حریف رضا در فینال مسابقه‌ها می‌شود. ورزشکار اسراییلی بیرون از سالن مسابقه با علی درگیر می‌شود و با پاشیدن یک ماده شیمیایی به صورت او به چشمانش آسیب می‌رساند. رحیم به رضا پیشنهاد می‌کند او نیز مانند علی از روبرو شدن با حریف اسراییلی سر باز بزند؛ ولی رضا که به جایزه اول مسابقه‌ها نیاز مالی دارد، حرف رحیم و دیگر همراهان او را نمی‌پذیرد. درست قبل از شروع مسابقه، چند مرد به روی رضا اسلحه می‌کشند تا مسابقه اش را در مقابل حریف اسراییلی واگذار کند و همسر رضا را نیز گروگان می‌گیرند. رحیم که رفتار نامعقول رضا را حین مسابقه می‌بیند، به غیبت همسر او در سالن شک می‌کند و در رختکن پس از درگیری با گروگان گیران، او را آزاد می‌کند. رضا که همسرش را در سالن می‌بیند، با روحیه ای قوی حریف خود را شکست می‌دهد. همزمان با پایان مسابقه، صدرا ـ که همه مسابقه‌ها را از تلویزیون بیمارستان دیده است ـ جان می‌سپارد. در بازگشت تیم، در حالی که چشمان علی بهبود یافته، رضا و همسرش نیز در میان مسافران هواپیما هستند. تابوت صدرا نیز در همین هواپیماست.

## بازیگران
- جعفر دهقان
- احمد میررفیعی
- سحر طلوعی
- حسین پاکدل
- حمید طالقانی
- سیدجواد هاشمی
- محمدجواد کاسه ساز
- سیاوش آریا
- جواد آزاریان
- حسین بخشی پور
- شهریار کاووسی
- مجید عبدالعظیمی